# Guo Guangchang

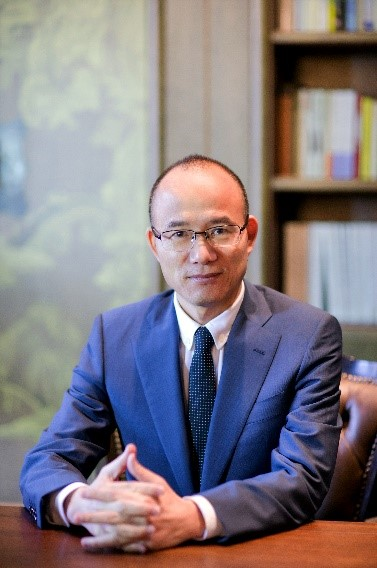
Guo Guangchang

Guo Guangchang (chinesisch 郭廣昌 / 郭广昌, Pinyin Guō Guǎngchāng; * 1967 in Dongyang, Provinz Zhejiang, China) ist ein chinesischer Unternehmer und Multimilliardär. Wegen seiner erfolgreichen Investitionsstrategie wird er als „Warren Buffett von Schanghai“ bezeichnet.

## Leben
Guo wurde 1967 in der Stadt Dongyang geboren und wuchs in ärmlichen Verhältnissen während der Zeit der chinesischen Kulturrevolution auf. Er studierte Philosophie an der Fudan-Universität und schloss dort 1989 mit einem Bachelor ab. Anschließend arbeitete er drei Jahre für den Kommunistischen Jugendverband Chinas der Universität Fudan. 1992 gründete er mit Universitäts-Freunden das private Unternehmen Fosun, das innerhalb von 20 Jahren zu einem internationalen Unternehmenskonglomerat wuchs.
Seit 2003 ist er Delegierter im chinesischen Nationalen Volkskongress.

## Vermögen
Nach Angaben des US-amerikanischen Forbes Magazin gehört Guo zu den reichsten Chinesen. Gemäß der Forbes-Liste 2015 beträgt sein Vermögen ca. 6,9 Milliarden US-Dollar. Damit belegt Guo Guangchang den 11. Platz auf der Forbes-Liste der reichsten Menschen in China.
Im Sommer 2015 gab es Gerüchte, dass gegen ihn wegen Korruptionsverdacht ermittelt werde. Am 10. Dezember 2015 meldete sein Unternehmen, dass er nicht erreichbar sei, gab dann einen Tag später aber vorerst Entwarnung. Fosun teilte später mit, Guo Guangchang „assistiere der Polizei bei einigen Ermittlungen“. Der Konzern informierte am 14. Dezember 2015 über die Rückkehr Guangchangs.